# Wakatsuki Reijiro
Wakatsuki Reijiro (21 de Março de 1866 — 20 de Novembro de 1949) foi um político do Japão. Ocupou o lugar de primeiro-ministro do Japão de 30 de janeiro de 1926 a 19 de abril de 1927.